# B-10 (航空機)
マーティン B-10
オアフ島上空を飛行するB-10B-MA
(第23爆撃飛行隊所属、1941年撮影)
- 用途：爆撃機
- 分類：爆撃機、攻撃機、観測機、練習機
- 設計者：ペイトン・マーシャル・マグルーダー
- 製造者：グレン・L・マーティン社
- 運用者

  -  アメリカ陸軍航空軍
  -  オランダ領東インド陸軍航空軍
  -  トルコ空軍
- 初飛行：1932年2月16日
- 生産数：348機[注 1]
- 運用開始：1934年11月
- 退役

  - 1949年（タイ王国空軍）
- 運用状況：退役
- ユニットコスト：52,083米ドル[1]

マーティン B-10（Martin B-10 ）は、アメリカのマーティン社が開発し、アメリカ陸軍航空軍などで運用された爆撃機。アメリカ陸軍航空軍が採用した初の全金属製単葉爆撃機である。
B-12、B-13、B-14、A-15、O-45といった派生型もあるが、設計上はあまり差異が見られない。

## 概要

### 開発
B-10はマーチン社の自主開発機として、1930年より開発が開始された。開発当初は社内名で123型と呼ばれていた。胴体内に爆弾倉を設けた全金属製の双発機で、当時としては斬新なスタイルだった。
原型機は1932年3月より陸軍航空隊において試験が開始された（この時の機体名はXB-907であった）。原型機は最高速度317 km/hを記録する性能を示したため、1933年にYB-10として48機が発注された。YB-10が15機（1機は排気タービン過給機試験用）生産された後、残りはエンジンを強化したYB-12（32機）やXB-14（1機）に変更された。

### 生産
量産型の納入は1934年半ばよりはじまり、パナマやハワイ諸島の部隊に配属された。生産は1937年初めまで続き、121機（118機とする書籍もあり）生産された。しかし、就役後まもなく旧式化してきたため、1939年頃にはアメリカ陸軍の第一線から退いた。

### 輸出

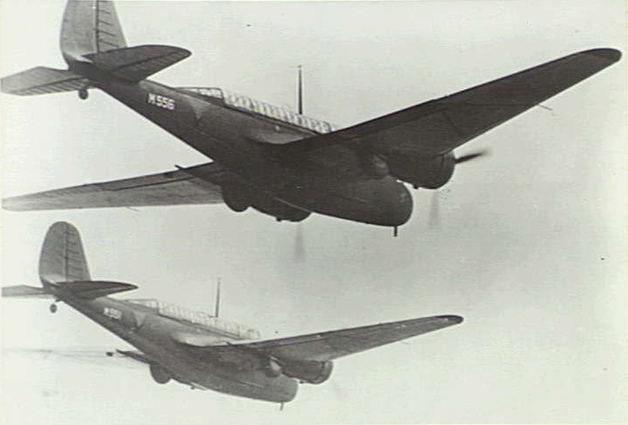
1942年に撮影されたオランダ軍で使用される本機

本機は1936年に輸出許可が出たため、各国に輸出された。輸出型は社内名称で139W型と呼ばれた。本機を最も多用したのはオランダで、オランダ領東インド＝後のインドネシアを中心に100機以上を配備した。また、アルゼンチン、中華民国、トルコ、タイなどにも輸出された。中国では、「馬丁式重轟炸機（馬丁はマーチンの音訳）」と呼ばれた。
日中戦争中の1938年（昭和13年）5月19日、中華民国空軍に所属する2機の139WC（B-10B）が寧波の基地から日本の九州上空に飛来し、鹿地亘作成によるビラを散布した。当初は、フランス人義勇パイロットの操縦で鹿児島に焼夷弾を投下する計画であったが、重量と航続距離の関係で往復できないために却下され、ビラ投下にとどまったが、日本本土に敵国の軍用機が侵入した史上初の事例となった。
第二次世界大戦開戦時には既に旧式化していたが、オランダに輸出された機体はアメリカ機として初めて大戦に参加した機体になった。1942年（昭和17年）には、フィリピンに配備されていたアメリカ軍機の一部が完全な形で大日本帝国陸軍に鹵獲され、その一部が日本本土に輸送され、試験に使用された後に羽田飛行場などで一般展示された。

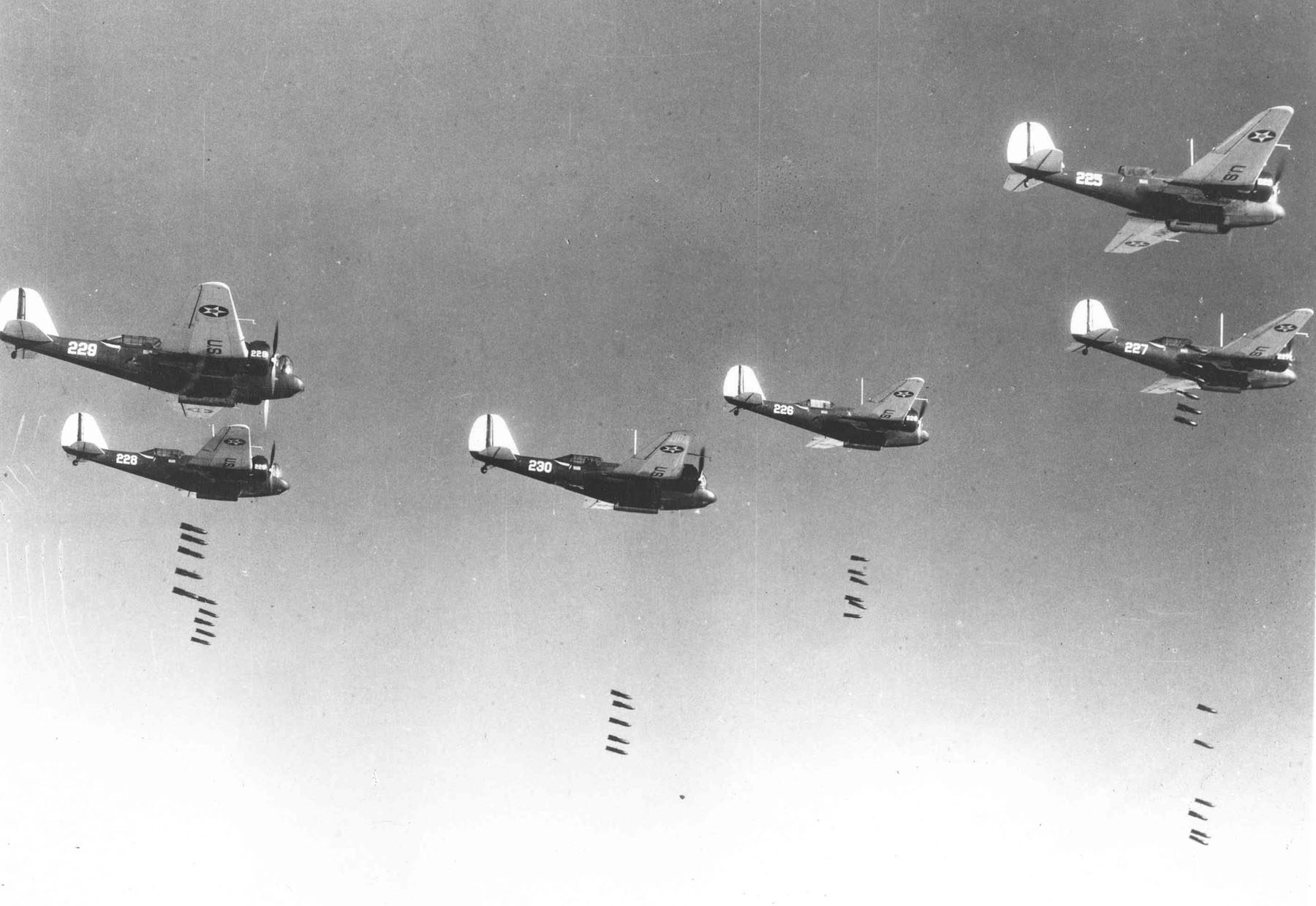
爆撃を行う本機
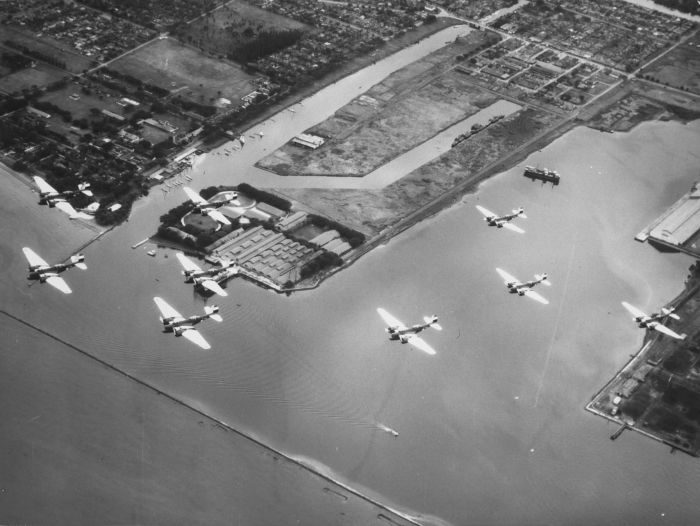
オランダ軍にて編隊飛行を行う本機
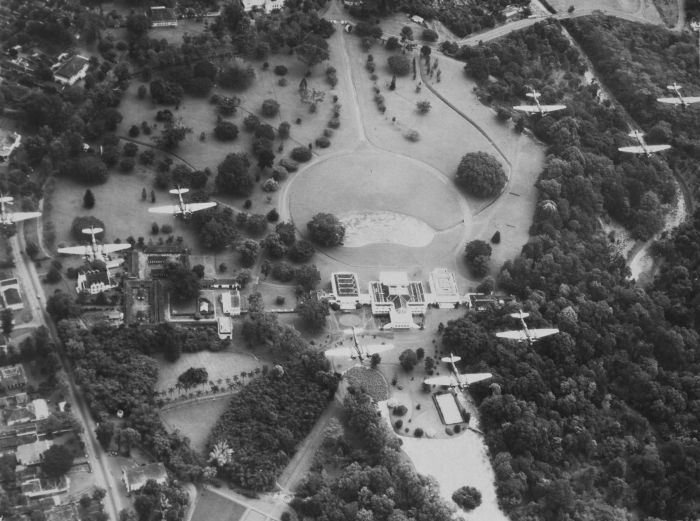
オランダ軍にて編隊飛行を行う本機2
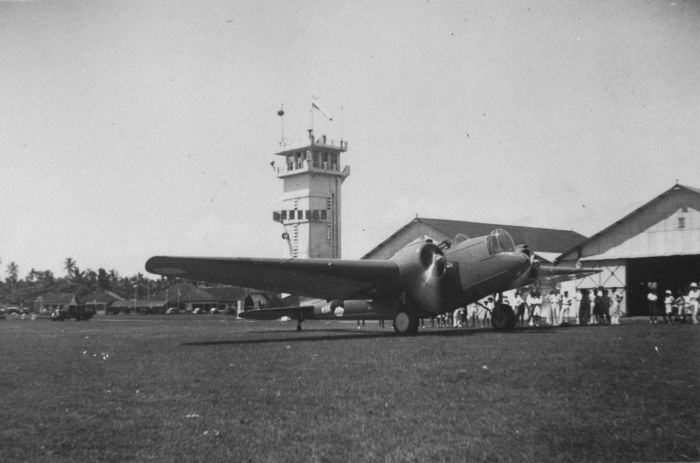
ジャワ島アンディール飛行場で駐機中の本機

## 諸元
- 全長： 13.63 m
- 全幅： 21.60 m
- 全高： 3.48 m
- 翼面積： 63.4 m2
- 全備重量： 7,460 kg
- エンジン：ライト R-1820-33 空冷9気筒 775hp ×2
- 最大速度： 343 km/h
- 実用上限高度：7,365 m
- 航続距離： 1,996 km
- 武装
  - 爆弾1,050 kg
  - 7.62mm機銃 ×3
- 乗員 4名

## 各型

### 123
マーティン社が試作機として計画したもので、XB-10の前身。
XB-907

米陸軍によって評価時に与えられた123の名称。開放式操縦席で、2基のSR-1820-Eを動力としていた。1932年4月に納入。
XB-907A
XB-907を修正したもの。マーティンはさらなる運用試験のために米陸軍に戻した。翼幅が拡大され、エンジンもR-1820-19が搭載されている。
XB-10
米国陸軍航空隊が購入した試作機。密閉式操縦席と砲塔、および単一支柱の降着装置を備えたもので、XB-907Aから修正された。

### 139 / 139A / 139B
陸軍航空隊向けの生産型。計165機製造。
YB-10

139A。XB-10の増加試作機。乗員は3人に減らされ、エンジンはR-1820-25（675 hp / 503 kW）を2基搭載することになった。14機製造のうち、一部は一時的に水上機に改造され飛行試験が行われた。
YB-10A
エンジンのみYB-10から変更されたもの。搭載したR-1820-31は時速380キロ（時速236マイル）を発揮することができたため、B-10派生型の中では最も速いものであった。しかし試験機から発展することはなく、1機のみが製造された。
B-10
1936年に製造された2機の追加注文機。
B-10B

主な量産型で、型は139。775 馬力（578 kW）のR-1820-33エンジンを搭載した。1936年8月に納入された。105機製造。
B-10M
標的曳航機として改造されたB-10B。マーティン自身のアーカイブによると、これは試験後のYB-10の指定であり、航空便とアラスカにおける作戦に使用された。1940年4月時点で、建造された14機のうち13機がまだ使用されていたとされる。
RB-10MA
139WH-3A。1942年6月からオランダ領東インド陸軍航空軍で運用された。その後オーストラリアから米国まで飛行した。
YB-12
139B。安全な水上飛行のために、250ガロンまたは500ガロンの浮力気空間を備えていた。また、発動機として2基のR-1690-11を搭載しており、B-10B（218 mph / 351 km / h）と同様の性能を発揮することができた。7機が製造され、うち5機は1940年4月時点でまだ使用されていた。
YB-12A / B-12A
爆弾倉に1,381L（365ガロン）の燃料タンクを備えたYB-12の改良型。航続距離は1,995 km（1,240マイル）。試作型と量産型を合わせ25機製造。うち23機は1940年4月時点で使用されていた。
YB-13
YB-10の再設計改良型。R-1860-17エンジンを2基搭載予定であった。10機が注文されていたが、製造開始前にキャンセルされ、製造されなかった。
XB-14

900馬力を発揮する、新型のYR-1830-9試験用の機体。1機が製造され、試験後にはYB-12に改造された。
A-15
YB-10から派生した攻撃機型。2基のR-1820-25エンジンを搭載予定であった。改造機が陸軍の選定に出されたが、新規に製造されることはなく、契約はA-14シュライクに決まった。
YO-45
高速観測機型。2基のR-1820-17を搭載予定であった。B-10が1934年と1935年にそれぞれ1機ずつ改造が開始されたが、計画の中断により途中でB-10に戻された。

### 139W / 166
輸出用の機体。計100機製造。（モデル166を含む182、以下を参照）。
139WA
アルゼンチンでのマーティンによる説明見本機。後にアルゼンチン海軍に売却。
139WAA
アルゼンチン陸軍向けの輸出型。22機が製造され、1938年4月に納入された。
139WAN
アルゼンチン海軍向けの輸出型。12機が製造され、1937年11月に納入された。
139WCおよびWC-2
中国向けの輸出型。1937年2月に6機、8月に3機が納入された。
139WH
オランダ向けの輸出型。オランダ領東インドで使用された。ブロックシリーズWH（-1）（13機製造、1937年2月納品）およびWH-2（26機製造、1938年3月納品）に分けられる。
139WR
ソビエト連邦向けの説明見本機。1機のみ製造。
139WSMおよびWSM-2
シャム向けの輸出型。1937年3月と4月にそれぞれ3つずつが納入された。
139WSP
スペインのCASAによって製造されるライセンス機へ与えられる予定だった名称。アメリカ国務省によって生産の許可が下りず、製造されることはなかった。
139WT
トルコ向けの輸出型。20機製造。1937年9月に納入。
166
オランダ向けの輸出型で、シリーズの最終生産型。オランダ領東インドで使用された。139WH-3、139WH-3Aとも称される。翼や機首が再設計されたほか、それまでの生産型では操縦席と背部銃座で分かれていたキャノピー（天蓋）は一体化され、長い一続きの「温室タイプ」になった。エンジン・胴体間に爆弾架が設けられたが、これを使用すると爆弾搭載量は2倍となるが、航続距離は半減した。エンジンも変更され、WH-3（40機製造、1938年9月に納入）は900馬力（671 kW）を発揮する2基のR-1820-G5、WH-3A（42機製造、1940年3月に納入）は1,000 馬力（671 kW）を発揮する2基のR-1820-G-105Aを搭載した。82機製造で、オランダ向けの製造機は合計で121機となった。

## 運用者
アメリカ
- アメリカ陸軍航空隊

 アルゼンチン
- アルゼンチン陸軍

アルゼンチン陸軍航空部隊が、22機の139WAAを受領した。更に1機の胴体を練習用に受け取った。
- アルゼンチン海軍

アルゼンチン海軍航空隊が12機の139WANと、1機の139WAを受領した。
 オランダ
- 王立オランダ領東インド陸軍航空軍

 シャム→タイ王国
- シャム空軍→タイ空軍

6機の139Wを1937年4月に受領し、 1940年から41年にかけて起こったタイ・仏印戦争や、1942年のビルマ侵攻に使われた。また、1942年に日本から鹵獲した9機の元オランダ機が与えられ、1949年まで使用された。
 ソビエト連邦
- ソヴィエト空軍

1機を評価用に購入した。
 中華民国
- 中国国民党空軍[13]

 トルコ
- トルコ空軍

20機の139Wを1937年9月に受領した。
 フィリピン・コモンウェルス
- フィリピン陸軍航空隊[14]

## 現存する機体
| 型名   | 番号 | 機体写真 | 所在地              | 所有者                 | 公開状況 | 状態     | 備考 |
| ------ | ---- | -------- | ------------------- | ---------------------- | -------- | -------- | --- |
| 139WAA | 不明 |          | アメリカ オハイオ州 | 国立アメリカ空軍博物館 | 公開     | 静態展示 | 現存する唯一の完全なB-10。1934年のアラスカ飛行で使用されたB-10 33-146号機の塗装がされている。実際は1938年にアルゼンチンに輸出されたものである。1960年代までアルゼンチン空軍に所属し、地上要員の整備訓練用に使われていた。空軍博物館はB-10の現存機を徹底的に調査しているときにこの機体にたどり着いた。1970年、不完全な状態であったこの機体は米国大使出席の正式な式典で、アルゼンチン政府から米国政府に寄贈された。アメリカに運ばれた後、テキサス州のケリー空軍予備役基地で第96整備飛行隊によって、1973年から1976年にかけて復元された。1976年から博物館で展示されている。 |

この他に、ボルネオ島のジャングルで発見されたB-10の様々な部品が、オランダの軍事航空博物館で展示されていたとされる。博物館は現在、統廃合で国立軍事博物館となっており、機体の行方は不明。